# Капрификация
Каприфика́ция (лат. caprificatio от caprificus — фиговое дерево) — метод опыления сикониев (соцветий) культурного инжира (фиговое дерево, смоковница). Применялся для получения более сочных соплодий. С развитием культивирования сортов, дающих партенокарпические плоды (не требующие опыления цветков), практически утратил своё значение.
У дикорастущего инжира (Caprificus, «козья фига») имеется два типа соцветий:
- каприфиги, имеющие как мужские, так и короткостолбчатые (галловые) женские цветки.
- фиги, имеющие недоразвитые мужские и длинностолбчатые женские цветки[1].

У культурного инжира фиги и каприфиги развиваются на разных деревьях, поэтому для опыления и образования плодов проводят капрификацию — среди фиговых деревьев сажают каприфиги, или её ветви размещают в кронах фиговых деревьев.  
Капрификация связана с использованием особой формы энтомофилии (опыления насекомыми). Перепончатокрылые из семейства агонид (Agaonidae) откладывают яйца в короткостолбчатые женские цветки каприфиг, и при их поиске посещают и каприфиги, и фиги, опыляя последние. Наиболее известный вид — бластофага (Blastophaga psenes). Насекомые-опылители ускоряют и улучшают оплодотворение соцветий. В местностях, где практикуется капрификация, держится мнение, что процесс оплодотворения при посредстве насекомых ведёт к образованию более вкусных винных ягод.
При окультуривании инжира не использовалась технология размножения черенками, поэтому капрификация была необходима также и для получения всхожих семян.